# Lisset
Lisset Gutiérrez Salazar (Guadalajara, Jalisco, Mexikó, 1973. november 3. –) mexikói színésznő, énekesnő.

## Élete és pályafutása
Lisset Gutiérrez Salazár néven született 1973. november 3-án Guadalajarában. Karrierjét 1990-ben kezdte. 2008-ban hozzáment Lisardo énekes-színészhez.

## Filmográfia

### Telenovellák
- Mi fortuna es amarte (2021-2022) .... Samia Karam Mansour de Haddad
- Tiéd az életem (Te doy la vida) (2020) .... Patricia (Magyar hang: Farkasinszky Edit)
- Vészhelyzet Mexikóban (Médicos, línea de vida) (2019-2020) .... Natalia (Magyar hang: Farkasinszky Edit)
- Me declaro culpable (2017-2018) .... Bianca Olmedo
- Szerelmem, Ramón (Enamorandome de Ramón) (2017) .... Virginia Sotomayor de Medina (Magyar hang: Pálfi Kata)
- Ne hagyj el! (A que no me dejas) (2015-2016) .... Mónica Greepé (Magyar hang: F. Nagy Erika)
- A múlt árnyéka (La sombra del pasado) (2014-2015) .... Adelina Lozada (Magyar hang: Szórádi Erika)
- Szerelem zálogba (Lo que la vida me robó) (2013-2014) ... Fabiola Guillén Almonte / Fabiola Almonte Giacinti (Magyar hang: Major Melinda)
- A szív parancsa (Amor bravío) (2012) .... Miriam Farca de Díaz Acosta (Magyar hang: Kisfalvi Krisztina)
- Para volver a amar (2010-2011) .... Denisse
- Vivir por ti (2008) .... Beatriz
- Montecristo (2006-2007) .... Diana
- Amor en custodia (2005-2006) .... Carolina Costas
- Las Juanas (2004-2005) .... Yolanda
- Soñarás (2004) .... Dolores
- Catalina y Sebastián (1999) .... Jessica

### Sorozatok, műsorok
- Mi bebé (2012)
- Actitud femenina (2010)
- La Academia (2008)
- La niñera (2007) .... Francisca "Fran" Flores
- Desde Gayola (2005-2006)(2008-2009) .... Rosita
- Super Sábado (2005)
- Aplauso aplauso (2004)
- Domingo Azteca (1999)

### Filmek
- Héroes verdaderos (2010)
- Huapango (2001) ... Julia

## Diszkográfia
- Historias de mi vida (2004)
- Te lo quiero contar (1998)
- Lisset (1997)